# TSV Schwalbe Tündern
Der TSV Schwalbe Tündern von 1911 e.V. ist ein Sportverein aus Tündern, der bis 2007 mit einer Herren-Mannschaft in der Tischtennis-Bundesliga vertreten war. Der Verein hat zurzeit ca. 550 Mitglieder.
Das Team wurde in der Saison 2004/05 in der Besetzung Chen Hongyu, Dimitrij Ovtcharov, Andrej Bondarev, Michal Bardon, Ruwen Filus, Valentin Bazenov unter dem Manager Erich Bonhagen Meister der 2. Bundesliga Nord und stieg in die 1. BL auf. Zwei Jahre später musste er wieder absteigen, am Ende der Saison 2008/09 erfolgte der Abstieg aus der 2. BL.

## Vereinsname
Der Verein wurde 1911 unter dem Namen „Concordia“ im damaligen Gasthaus Zur Schwalbe in Tündern gegründet. Die Umbenennung zu „Schwalbe“ erfolgte 1930.